# Wendell Pierce

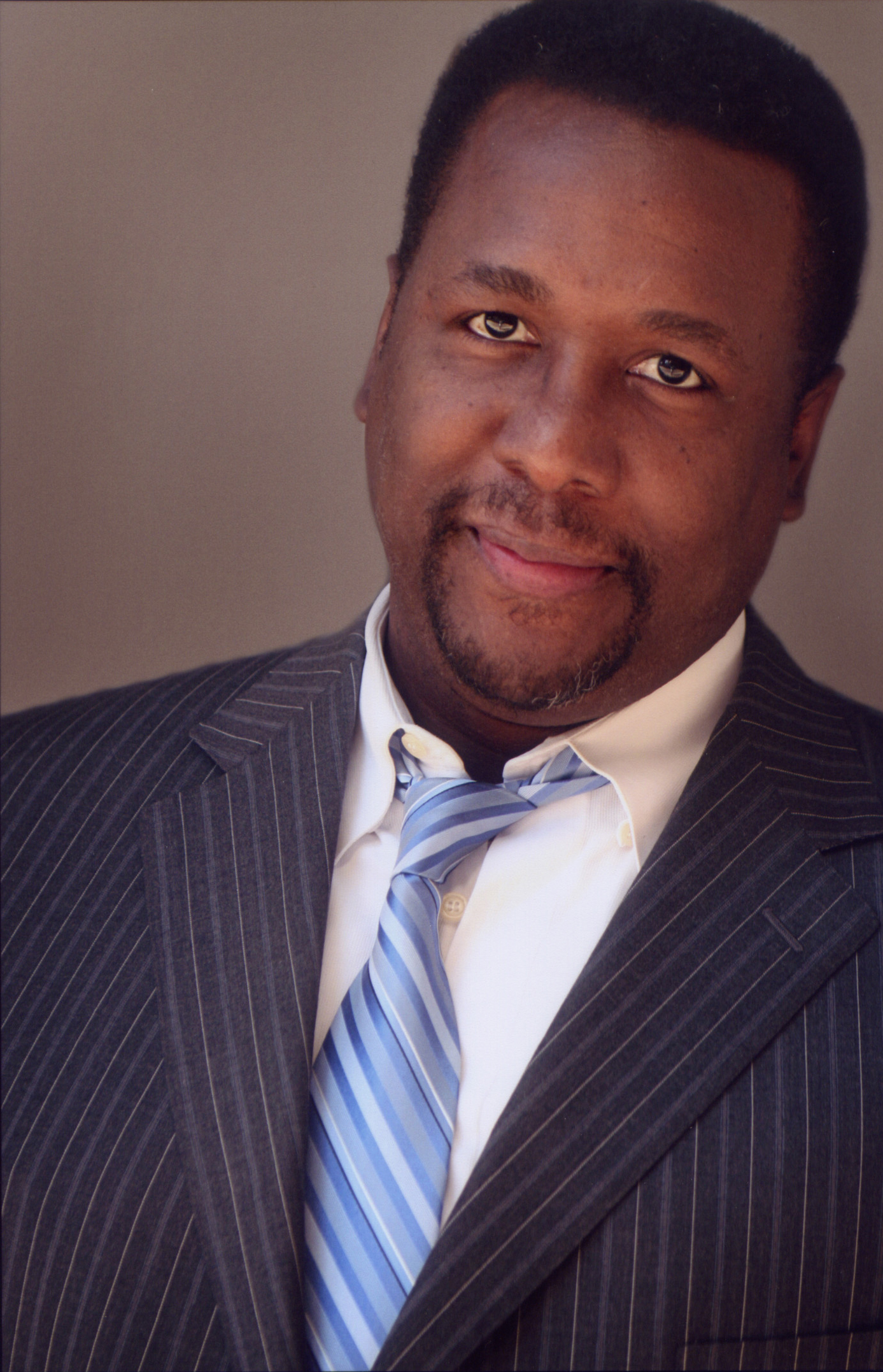
Wendell Pierce in 2007

Wendell Pierce (New Orleans, 8 december 1963) is een Amerikaans acteur en filmproducent.

## Biografie
Pierce heeft zijn high school doorlopen aan de Benjamin Franklin High School in New Orleans en hierna vervolgde hij zijn studie aan de New Orleans Center for Creative Arts.
Pierce begon in 1986 met acteren in de film The Money Pit. Hierna heeft hij nog meer dan 100 rollen gespeeld in films en televisieseries zoals Casualties of War (1989), Malcolm X (1992), Hackers (1995), Third Watch (2000), Ray (2004), Stay Alive (2006), The Wire (2002-2008), Numb3rs (2007-2008), Treme (2010-2012) en Suits (2013-2018).

## Prijzen
- 2012 Image Awards in de categorie Uitstekende Acteur in een Drama Serie met de televisieserie Treme – genomineerd.
- 2011 Black Reel Awards in de categorie Beste Cast met de film Night Catches Us – genomineerd.
- 2011 NAMIC Vision Awards in de categorie Beste Optreden in een Drama Serie met de televisieserie Treme – genomineerd.
- 2011 Satellite Awards in de categorie Beste Acteur in een Drama Serie met de televisieserie Treme - genomineerd.
- 2008 Image Awards in de categorie Uitstekende Acteur in een Film met de film Life Support – gewonnen.
- 2007 Image Awards in de categorie Uitstekende Acteur in een Drama Serie met de televisieserie The Wire – genomineerd.
- 2004 Image Awards in de categorie Uitstekende Acteur in een Drama Serie met de televisieserie The Wire – genomineerd.

## Filmografie

### Films
Selectie:
- 2025 Superman - als Perry White
- 2025 Thunderbolts* - als congreslid Gary
- 2013 Parker - als Carlson
- 2011 Horrible Bosses – als detective Hagan
- 2006 Stay Alive – als detective Thibodeaux
- 2004 Ray – als Wilbur Brassfield
- 2004 Land of Plenty – als Henry
- 2003 The Fighting Temptations – als Bisschop Lewis
- 1998 Bulworth – als Fred
- 1996 Sleepers – als Little Caeser
- 1995 Hackers – als S.S. agent Richard Gill
- 1994 It Could Happen to You – als Bo Williams
- 1993 Manhattan Murder Mystery – als politieagent
- 1992 Malcolm X – als Ben Thomas
- 1989 Family Business – als aanklager
- 1989 Casualties of War – als MacIntere
- 1986 The Money Pit – als paramedic

### Televisieseries
Uitgezonderd eenmalige gastrollen.
- 2024 Elsbeth - als C.W. Wagner - 18 afl.
- 2023 - 2024 Power Book III: Raising Kanan - als Ishmael 'Snaps' Henry - 5 afl.
- 2018 - 2023 Jack Ryan - als James Greer - 30 afl.
- 2022 - 2023 Eureka! - als Sandy / Cliff (stem) - 5 afl.
- 2022 Upgrade Soul - als Hank (stem) - 5 afl.
- 2020 - 2021 The Watch - als Death (stem) - 7 afl.
- 2017 - 2020 Chicago P.D. - als wethouder Ray Price - 10 afl.
- 2013 - 2020 Suits - als Robert Zane - 36 afl.
- 2018 Unsolved - als rechercheur Lee Tucker - 5 afl.
- 2015 - 2017 The Odd Couple - als Teddy - 38 afl.
- 2014 - 2015 Ray Donovan - als Ronald Keith - 11 afl.
- 2013 - 2014 The Michael J. Fox Show - als Harris Green - 22 afl.
- 2010 – 2013 Treme – als Antoine Batiste – 38 afl.
- 2007 – 2008 Numb3rs – als William Bradford – 4 afl.
- 2008 House of Payne – als Jeffrey Lucas – 2 afl.
- 2002 – 2008 The Wire – als William Bunk Moreland – 60 afl.
- 2005 – 2006 Law & Order: Trial by Jury – als dr. Richard Link – 2 afl.
- 2000 – 2001 Cursed – als Wendell Simms – 17 afl.
- 2000 Third Watch – als officier Conrad Jones – 5 afl.
- 2000 God, the Devil and Bob – als stem – 2 afl.
- 1998 – 2000 the Brian Benben Show – als Kevin La Rue – 7 afl.
- 1997 – 1998 The Gregory Hines Show – als Carl Stevenson – 20 afl.
- 1996 – 1997 Moloney – als Calvin Patterson – 5 afl.
- 1990 Capital News – als Conrad White – 13 afl.
- 1988 – 1989 The Equalizer – als dr. Wolff – 2 afl.

### Filmproducent
- 2019 Burning Cane - film
- 2007 Biro - film
- 2002 The Date - korte film

## TheaterwerkBroadway
- 2022-2023 Death of a Salesman - als Willy Loman
- 1988 Serious Money - als Merrison, T. K. / Nigel Ajibala
- 1985 The Boys of Winter - als radiostem

- Bibsys: 8044937
- Biblioteca Nacional de España: XX4938208
- Bibliothèque nationale de France: cb171023714 (data)
- Gemeinsame Normdatei: 142980668
- International Standard Name Identifier: 0000 0003 6319 460X
- Library of Congress Control Number: no00006942
- Nationale Bibliotheek van Israël: 987007449936905171
- SNAC: w6tk3d41
- Système universitaire de documentation: 171896238
- Virtual International Authority File: 228515526
- WorldCat: E39PBJrrvxTq7fXf7fMwWB7T73